# Yamato Transport
Yamato Transport Company, Ltd. (ヤマト運輸株式会社 Yamato Un'yu kabushiki gaisha, YTC) er en japansk kurérservice-virksomhed.  De har hovedkvarter i Tokyo. I alt har de 171.888 ansatte.